# Azul (Argentina)
Azul er en by i den østlige del af Argentina med et indbyggertal på ca. 75.906 (2022) indbyggere. Den ligger i den centrale del af provinsen Buenos Aires, ca. 300 km syd for Argentinas hovedstad Buenos Aires.